# Aloe orpenae
Aloe orpenae é uma espécie de liliopsida do gênero Aloe, pertencente à família Asphodelaceae.